# ستيف بنسون
ستيف بنسون (بالإنجليزية: Steve Benson) هو صحفي أمريكي، ولد في 2 يناير 1954 في ساكرامنتو في الولايات المتحدة.